# Église baptiste Ebenezer

L’église baptiste Ebenezer  (anglais : Ebenezer Baptist Church) est une megachurch baptiste à Atlanta, Géorgie, aux États-Unis. Elle est affiliée à la Convention baptiste nationale progressiste et aux Églises baptistes américaines USA. Son dirigeant est le pasteur Raphael Warnock.

## Histoire

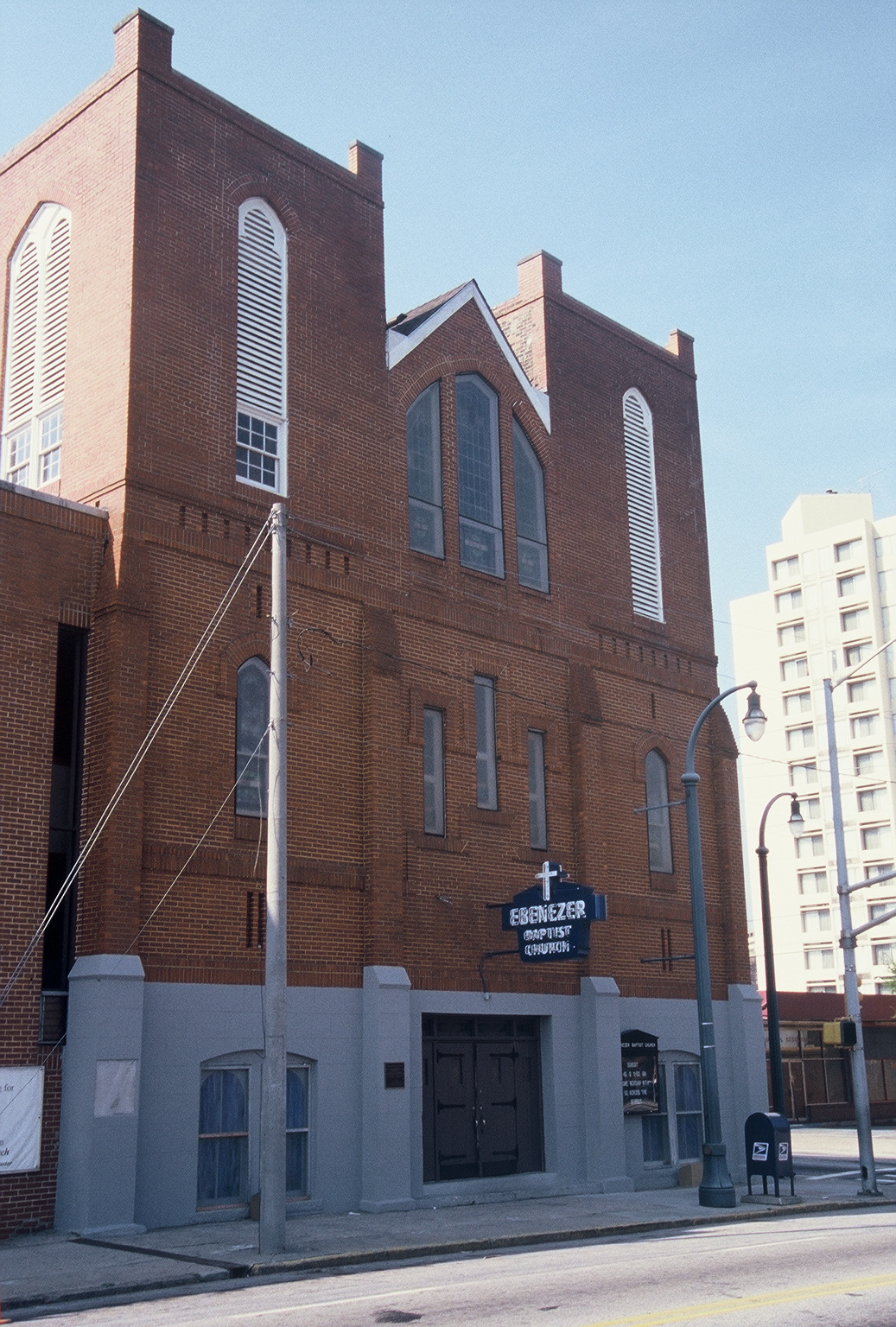
Premier bâtiment de l’Église.

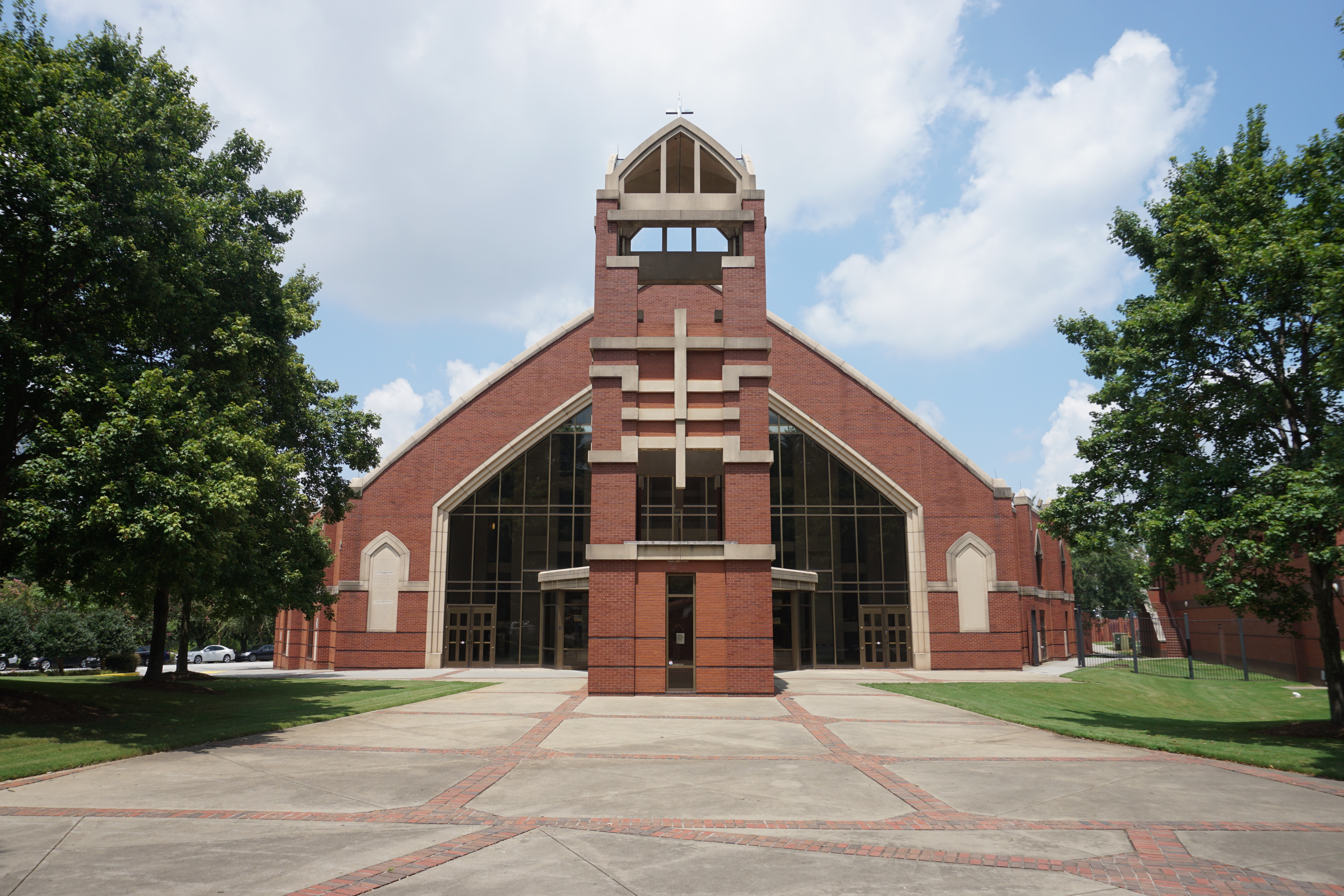
Sanctuaire Horizon en 2016.

L'église est fondée en 1886 par le pasteur John A. Parker et 8 autres personnes. En 1913, l’église compte 750 personnes. En 1922, le bâtiment a été inauguré . En 1927, Martin Luther King Sr. est devenu assistant pasteur, puis pasteur principal en 1931.
En 1960, Martin Luther King est devenu assistant pasteur de l’église avec son père jusqu’en 1968.
En 1975, Joseph L. Roberts Jr. est devenu pasteur principal. 
En 1999, elle a fait la dédicace d’un nouveau bâtiment comprenant un auditorium de  1 700 places, appelé le Sanctuaire Horizon, en face de l'ancien, sur le site du Martin Luther King, Jr. National Historical Park.
En 2005, Raphael Warnock, par ailleurs homme politique et candidat démocrate pour l'Etat de Géorgie lors de l'élection de 2021 au Sénat américain, devient le pasteur principal ,.
En 2021, elle comptait 6 000 membres.

## Martin Luther King Day
De nombreux présidents américains sont venus commémorer le Martin Luther King Day à l'église baptiste Ebenezer.

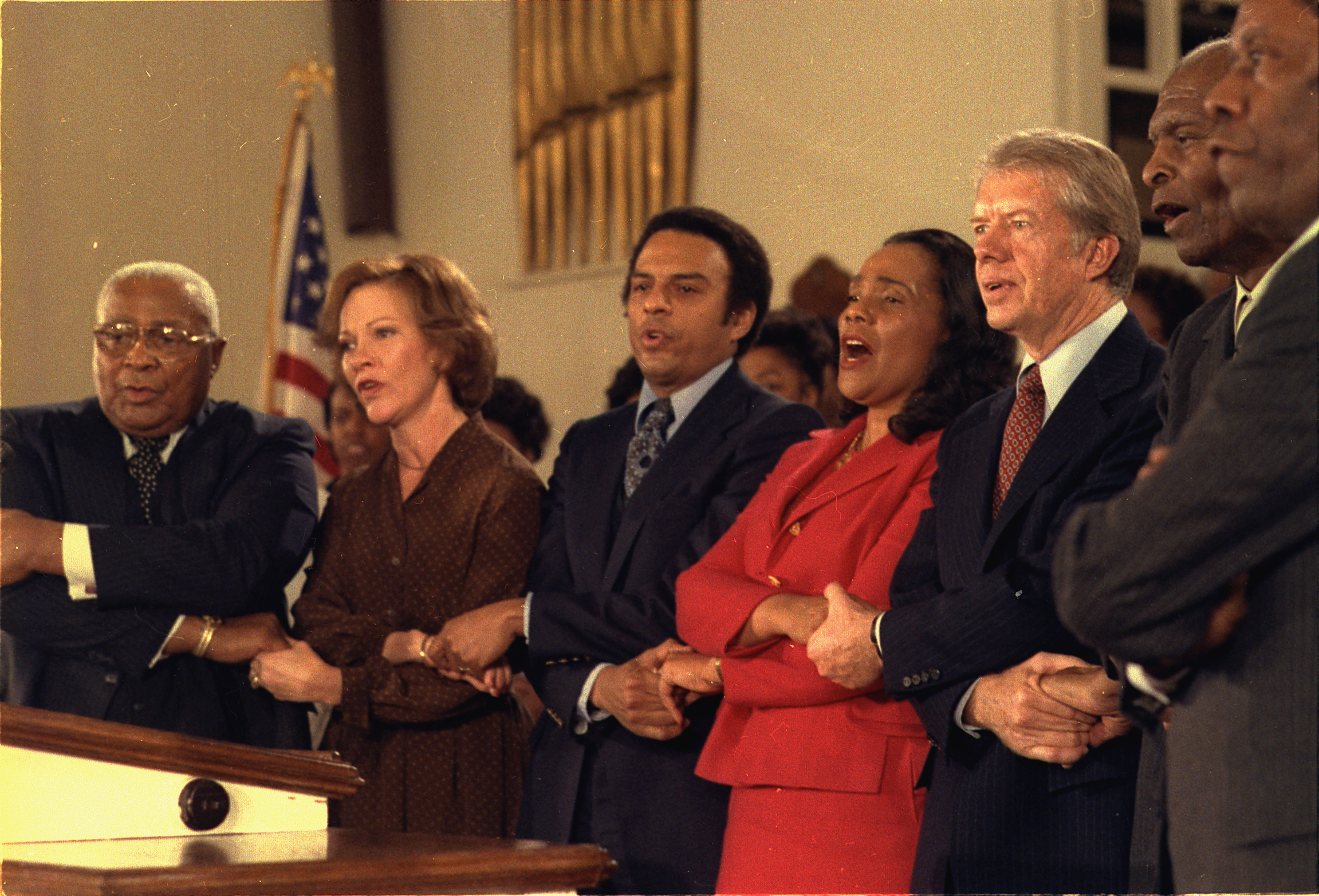
Martin Luther King Sr., Rosalynn Carter, Andrew Young, Coretta Scott King, et le président Jimmy Carter en 1979.
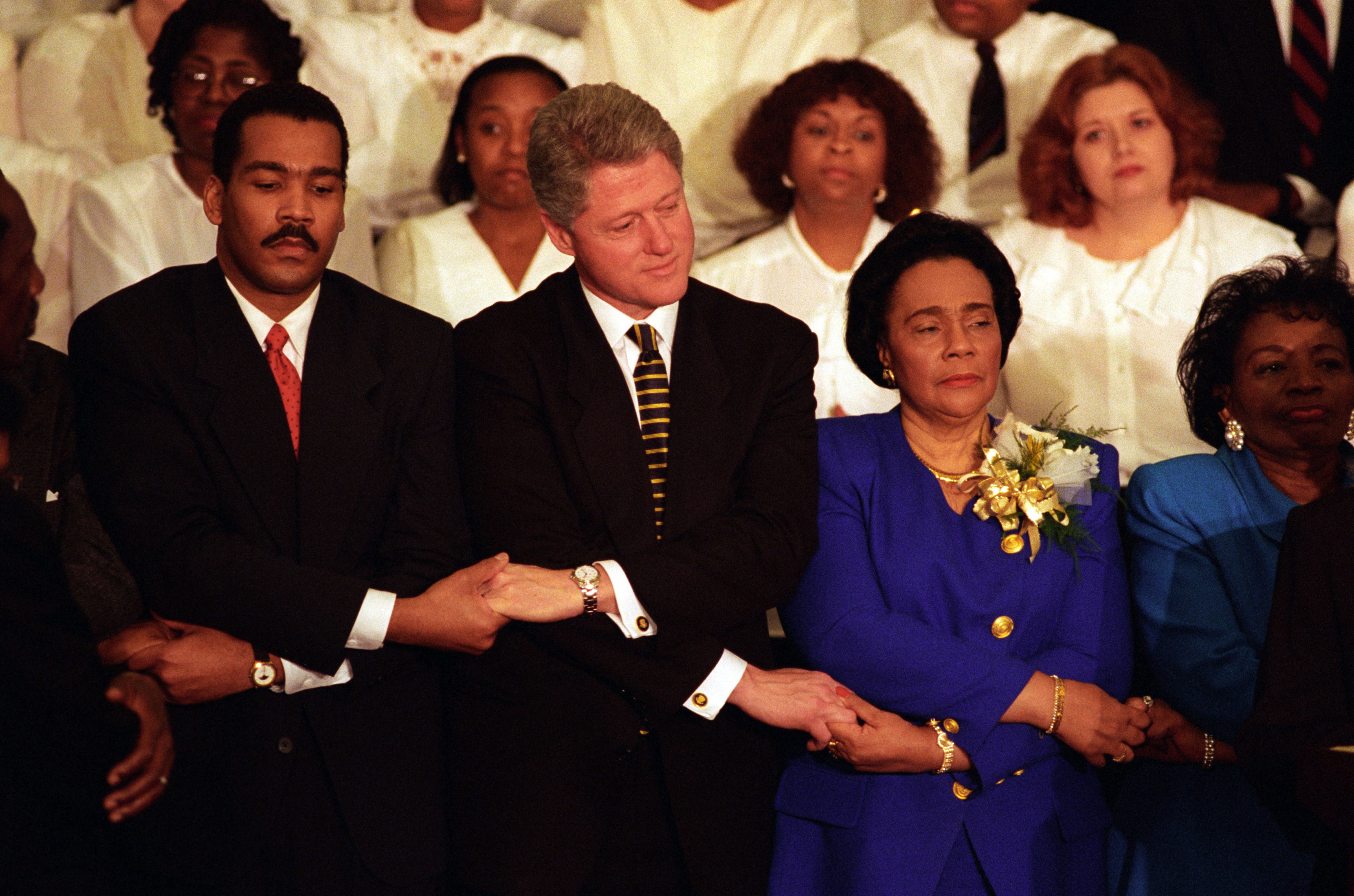
Dexter King, le président Bill Clinton et Coretta Scott King en 1996.
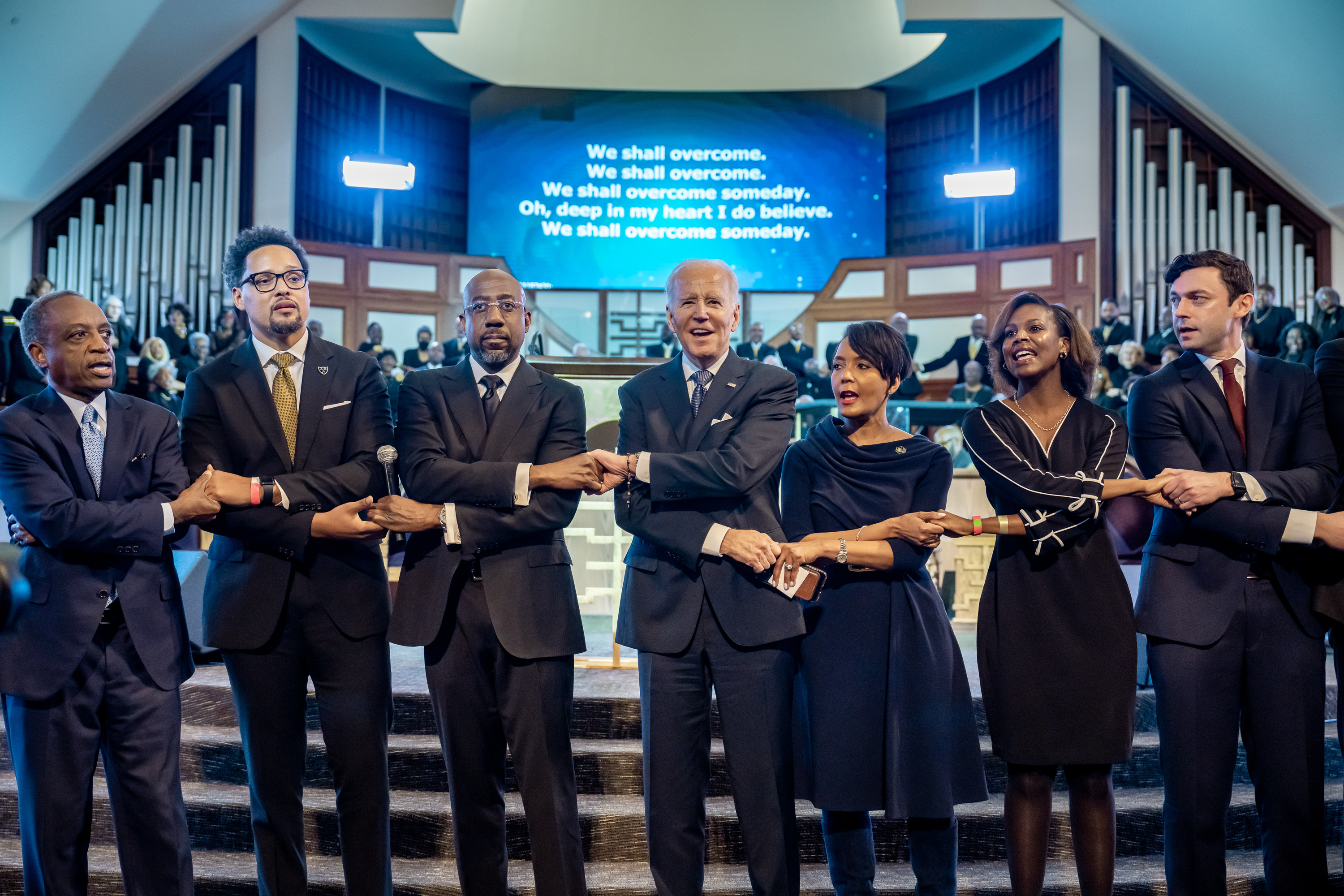
Raphael Warnock et le président Joe Biden en 2023.